# Мошковский, Анатолий Иванович
Анатолий Иванович Мошковский (10 марта 1925, Могилёв — 2 декабря 2008, Москва) — советский детский прозаик и поэт.
Анатолий Иванович Мошковский — детский писатель, создавший большое количество книг для детей разного возраста. В его произведениях поднимаются самые серьёзные и важные жизненные вопросы. Мошковский раскрывает перед ребёнком правду жизни, учит встречать тяжёлые испытания с высоко поднятой головой, не меняя своих привычек, не уступая принципам. Его работы учат детей становится настоящими людьми, выходить на чистый, благородный и справедливый путь. Может быть, такое стремление помочь подрастающему поколению в схватке с серьёзными испытаниями берёт своё начало из его собственной жизненной истории.

## Биография
Родился Анатолий Иванович Мошковский 10 марта 1925 года в белорусском городе Могилёве, в семье учителей. Мальчик рос тихим, немного замкнутым ребёнком, любящим литературу и мечтающим о путешествиях. Он увлекался творчеством Пушкина, Лермонтова, Тургенева.
Вскоре после рождения Анатолия семья переезжает в Витебск, а в 1940 году — в Москву. К сожалению, в мир семьи Мошковских, как и во многие другие семьи, стремительно ворвалась война. Семье приходится эвакуироваться из Москвы, они переезжают в Башкирию, село Дуван. Так Анатолий оказался в маленькой сельской школе, где обрел много новых друзей. Он всё так же продолжал писать, работал в школьном журнале. К концу обучения он создал около ста произведений разных жанров — стихов, рассказов.
В 1943 году, когда всех ребят 1925 года рождения забирали на фронт, Анатолия Ивановича не взяли. Все дело в том, что в возрасте 13 лет он потерял 3 пальца на правой руке из-за взрыва детонатора от старой английской гранаты. Этому случаю писатель посвятил рассказ «Гремучая ртуть».
В том же, 1943-м, году Анатолий уезжает в Москву, где поступает в Литературный институт имени А. М. Горького на семинар поэзии. А после войны возвращается в Москву и его семья. Анатолий Мошковский начал публиковаться в периодике с 1945 года (молдавская газета «Юный ленинец»), ещё будучи студентом. А в 1948 году успешно окончил Литературный институт, став профессиональным писателем. Первая изданная книга А. Мошковского увидела свет в 1952 году — это был сборник поэзии «Самое дорогое».
По окончании института Мошковский поступил на работу в Главлит, сотрудничал с журналом «Дружные ребята».
В 1958 году стал членом Союза писателей СССР.
С 1959 по 1970 год Мошковский работал в редакционной коллегии журнала «Пионер».
Первая книга рассказов для детей «Полет не отменяется!» вышла в 1956 году. Писатель много ездит по стране, встречается с интересными людьми, находит в их жизни и работе темы для своих рассказов и повестей. Поездка на Ангару и Байкал помогла родиться книгам «Твоя Антарктида», «Скала и люди», «Река моя Ангара». Крайнему Северу, рыбакам, морякам подводникам и жителям тундры посвящены его книги «Не опоздай к приливу», «Отцы уходят в океан», «Три белоснежных оленя». О ребятах и молодёжи, живущих на берегах Южного Дуная и Чёрного моря, рассказывают его повести «Трава и солнце», «Парламентер», «Дельфиний мыс», «Взрыв у моря», «Черные кипарисы». Книга «Вызов на дуэль» — о довоенном детстве. В своих повестях и рассказах А. Мошковский старается поднимать важные нравственные проблемы. Он пишет о возмужании человека, о рождении в нём чувства долга и ответственности за свои поступки, о дружбе и чести, которые выковываются и проверяются в труде, о поисках своего места в жизни и покорении природы. Стиль Мошковского — мягкий, ненавязчивый. Он не боится создавать сложные ситуации, победителем из которых выходит более сильный по духу человек.
За годы своего литературного творчества Анатолий Иванович Мошковский написал около тысячи произведений. Опубликовано около половины из них — в периодике, в авторских книгах и сборниках, в коллективных сборниках, антологиях и альманахах. Многие повести и рассказы переиздавались (некоторые неоднократно) и были переведены на разные языки народов СССР и зарубежных стран (особенно много издано в Польше и Германии). Однако значительная часть написанного (преимущественно в 1940-х — 1950-х гг., когда в творчестве автора превалировали произведения малой формы — рассказы, стихотворения) осталась неопубликованной.
Анатолий Мошковский известен и как переводчик: его перу принадлежат переводы стихотворений молдавских поэтов, в частности, Эмилиана Букова.
Герои книг Мошковского часто находятся в пути. И сам Анатолий Иванович очень много путешествовал. Вот как он сам вспоминал об этом:
— Много ездил: Молдавия, Сталинград, Волго-Дон, Белоруссия, Южный Дунай, Байкал, Иркутск, объездил Кольский полуостров, был на базах подводных лодок и жил в экипажах, был в рудниках и шахтах Мончегорска и Кировска, жил среди рыбаков у Баренцева моря. Участвовал на траулере в рейсе к Норвегии, был на Белом море и на Соловках, в Архангельске и Малой земле — кочевал с охотниками-ненцами. За рубежом был в Англии, Австрии, Турции, Франции, Шотландии, Болгарии, Польше, Тунисе, Ливии, Кипре, Греции, Югославии… Ездил не в «дармовых» делегациях, везде — за свои кровные.
И хотя книги Анатолия Ивановича Мошковского предназначены для подростков в возрасте 11—17 лет, проблемы, с которыми сталкиваются герои его книг, — вполне взрослые. Жизнь требует от этих ребят решений безо всяких скидок на их юный возраст. Многие произведения заканчиваются очень сурово, даже трагично. Анатолий Мошковский не приукрашивает жизнь, изображает её такой, какая она есть. И его герои встречают жизненные трудности с открытыми глазами, не зарывают голову в песок. Они ошибаются, но не подличают, не строят своё счастье за счёт других. Практически перед каждым из них встаёт нравственный выбор: как жить — трудно, но честно или легко, но подло.
Скончался писатель в Москве 2 декабря 2008 года в возрасте 83 лет.
Фантастическое в творчестве автора
Анатолий Мошковский, уже будучи маститым и достаточно популярным детским писателем, вступив в зрелую пору своего творчества, обратился к фантастике, не изменив, впрочем, ориентации на детскую аудиторию. И, как ни странно, именно две повести, написанные в жанре фантастики, принесли писателю настоящую славу — теперь уже и посмертную, — продолжая регулярно переиздаваться. Первая из них — фантастическая сказка «Семь дней чудес» (1969) о мальчике, к которому попало удивительное научное изобретение — волшебный фонарик «Хитрый глаз», способный управлять эмоциями окружающих людей.
Самым же известным и популярным его произведением стала опубликованная в 1975 году фантастическая повесть «Пятеро в звездолёте», выходившая впоследствии также под названием «Заблудившийся звездолёт». В повести рассказывается о четверых мальчишках и одной девчонке, похитивших звездолёт, на котором они отправились путешествовать по Вселенной. Книга была чрезвычайно популярна в своё время, и многие нынешние фантасты признавались, что к жанру их приворожила именно эта книжка.

### Книги и авторские сборники
- Мошковский А. И. — Самое дорогое: Стихи. — М.: Молодая гвардия, 1952. — 152 с.
- Мошковский А. И. — Полёт не отменяется!: Рассказы. — М.: Детгиз, 1956. — 96 с.
- Мошковский А. И. — Скала и люди: Повесть и рассказы. — М.: Детгиз, 1958. — 158 с.
- Мошковский А. И. — Твоя Антарктида: Рассказы. — М.: Детгиз, 1958. — 184 с.
- Мошковский А. И. — Белые буруны: Рассказы. — М.: Детгиз, 1959. — 112 с.
- Мошковский А. И. — Три белоснежных оленя: Рассказы. — М.: Детгиз, 1960. — 192 с.
- Мошковский А. И. — Белые буруны: Рассказы. — М.: Детгиз, 1961. — 96 с. — (Школьная библиотека для нерусских школ)
- Мошковский А. И. — Отцы уходят в океан: Повести и рассказы. — М.: Детгиз, 1961. — 208 с.
- Мошковский А. И. — Не погаснет, не замёрзнет: Повести и рассказы. — М.: Детгиз, 1962. — 416 с.: илл.
- Мошковский А. И. — Не опоздай к приливу: Повесть. — М.: Детгиз, 1963. — 225 с.
- Мошковский А. И. — Река моя Ангара: Повесть. — М.: Детгиз, 1963. — 176 с.
- Мошковский А. И. — Трава и солнце: Повесть и рассказы. — М.: Детская литература, 1964. — 240 с.
- Мошковский А. И. — Вызов на дуэль: Рассказы. — М.: Детская литература, 1965. — 160 с.
- Мошковский А. И. — Лавина: Повесть в рассказах. — М.: Детская литература, 1967. — 190 с.: илл.
- Мошковский А. И. — Парламентёр: Повесть. — М.: Советский писатель, 1967. — 196 с.
- Мошковский А. И. — Дельфиний мыс: Повесть. — М.: Детская литература, 1968. — 160 с.

- Мошковский А. И. — Семь дней чудес: Фантастическая повесть. — М.: Детская литература, 1969. — 192 с.
- Мошковский А. И. — Чёрные кипарисы: Повесть. — М.: Молодая гвардия, 1970. — 128 с.
- Мошковский А. И. — Лебединое крыло: Повесть и рассказы. — М.: Детская литература, 1971. — 336 с.
- Мошковский А. И. — Остров, зовущий к себе: Повесть и рассказы. — М.: Молодая гвардия, 1974. — 352 с.
- Мошковский А. И. — Твоя Антарктида: Повести и рассказы. — М.: Детская литература, 1974. — 256 с. (Золотая библиотека)
- Мошковский А. И. — Пятеро в звездолёте (Заблудившийся звездолёт): Фантастическая повесть. — М.: Детская литература, 1975. — 192 с.
- Мошковский А. И. — Три белоснежных оленя: Рассказы. — М.: Детская литература, 1975. — 32 с..: илл.
- Мошковский А. И. — Полёт не отменяется: Повесть и рассказы. — М.: Детская литература, 1976. — 304 с.
- Мошковский А. И. — Взрыв у моря: Повесть. — М.: Советская Россия, 1979. — 176 с.
- Мошковский А. И. — Двое на одном велосипеде: Повесть. — М.: Детская литература, 1979. — 160 с.: илл.
- Мошковский А. И. — Когда налетел норд-ост: Повести. — М.: Молодая гвардия, 1979. — 367 с.
- Мошковский А. И. — Синева до самого солнца: Повесть. — М.: Детская литература, 1982. — 224 с.

- Мошковский А. И. — Заблудившийся звездолёт. Семь дней чудес: Повести. — М.: Детская литература, 1984. — 367 с.: илл.
- Мошковский А. И. — Не опоздай к приливу: Повести и рассказы. — М.: Детская литература, 1985. — 416 с.
- Мошковский А. И. — Дельфиний мыс: Повести. — М.: Молодая гвардия, 1986. — 432 с.
- Мошковский А. И. — Избранное: В 2-х томах — М.: Детская литература, 1987. — 384 с. + 320 с.
- Мошковский А. И. — Пятеро в звездолёте. Семь дней чудес: Повести. — М.: Содействие, 1993. — 367 с.: илл.

### Межавторские сборники
- Круглый год . Книга-календарь для детей на 1961 год. — М.: Детгиз, 1960.- 240 с.
- Круглый год. Книга-календарь для детей на 1962 год. — М.: Детгиз, 1961.- 224 с.
- Дети мира. Рассказы писателей разных стран. — М.: Детская литература, 1970. — 270 с.
- Библиотека пионера — 2. Избранные повести и рассказы. Том 12. — М.: Детская литература, 1976. — 646 с.
- Дружище Тобик: Рассказы — М.: Детская литература, 1987. — 208 с.
- Заколдованная буква: Рассказы. — М.: Детская литература, 1988. — 320 с.